# Sminthurides inaequalis
Sminthurides inaequalis is een springstaartensoort uit de familie van de Sminthurididae. De wetenschappelijke naam van de soort is voor het eerst geldig gepubliceerd in 1903 door Börner.